# Amarenomyces
Amarenomyces es un género de hongos en la familia Botryosphaeriaceae; según el "2007 Outline of Ascomycota", la ubicación en esta familia es incierta. Es un género monotípico, su única especie es Amarenomyces ammophilae. El género asociado anamorfo es Amarenographium.